# AccuRev
AccuRev は、商用のプロプライエタリなバージョン管理システムである。AccuRev, Inc が開発し、初期 バージョンが2002年にリリースされた。

## 概要
AccuRevはストリームをベースとした構成管理システムである。また、バグトラッキングシステムを内蔵し、構成管理システムとバグ管理システムを1つのシステムで運用する。
クライアントのインタフェースは、グラフィカルなものとコマンド行とがあり、各種統合開発環境（Eclipse、Visual Studioなど）やサードパーティーのアプリケーション（JIRA、ClearCaseなど）へのプラグインもある。
システムのその他の機能として、トリガーと呼ばれるAccuRevへの操作をキーとしてスクリプトを実行する機能を持つ。

## 長所
- プロセスに従って構成要素が管理される。
- ソフトウェアの変更とバグの内容を結びつけて管理する。
- すべての操作が履歴として管理される。
- インストールやサーバの運用が単純。（サーバとクライアントのOSを一致させる必要はない）

## 短所
- 高価である。
- データは暗号化されない。サードパーティー製品（SSH tunnelやVPN）を使えば暗号化可能。